# رابح بن الزبير
الأمير رابح بن الزبير بن فضل الله ( رمضان 1307هـ الموافق 1890م) كان زعيماً سودانياً من قبيلة غير معروفة ولد في جنوب السودان في بحر الغزال  (بجنوب السودان) وعمل في سلاح الفرسان غير النظاميين المصري أثناء حملة الحبشة، وقد أصيب في تلك الحملة. أقام مملكة إسلامية في منطقة نيجيريا، وكان عاصمتها مدينة دكوة ومات بعد قيام الفرنسيين بغزو مملكته والدخول إلى عاصمته وقتله في المعركة.
«ما أكثر الذين وقفوا في وجه دخول الاستعمار إلى البلدان الافريقية، غير أن رابح هو أشهرهم على الإطلاق، فهو الذي تصدى للحملات العسكرية الفرنسية».هذه الجملة تزين الدستور السوداني وتشيد بأحد أبطال السودان التاريخيين الذي حارب الاستعمار بكل بسالة لعدد من السنوات وأنشأ إمارة قوية في نيجيريا .

## النشأة
ولد في منطقة بحر الغزال في جنوب السودان والده هو رجل دين توفي والده وهو في رحم أمه؛ فتبناه (الزبير باشا ) حتى ظن بعض الناس أنه ولده فكانوا يقولون له (رابح الزبير).

## سيرة الحربية
انتسب رابح في العشرين من عمره للسلك العسكري في الجيش المصري-التركي الذي كان موجودا في السودان ذلك الوقت وبعد فترة تركه ليلتحق بالزبير باشا الذي كان قد أنشأ إمارة له في بحر الغزال فانضم إليه وشاركه في حروبه في جنوب السودان ودارفور والتي انتهت بانتصار الزبير على السلطان إبراهيم في معركة منواشي ثم في اقتحامه لمدينة الفاشر وإسقاطه سلطنة دارفور.
وكانت انتصارات الزبير مصدر قلق لدى الحكومة المصرية التي وجدت أن الزبير يتوسع بشكل كبير ومصدر قلق للدول الكبرى التي كانت تعد العدة لغزو واحتلال أفريقيا وكانت قد اتفقت مع الدولة العثمانية على أن نصيبها من أفريقيا هو السودان وإريتريا والصومال وجيبوتي فقط وعليها ألّا تحاول التمدد غربا نحو غرب ووسط أفريقيا.
كان القائد رابح فضل الله قد جمع عددا من قوات جيش الزبير المسماة (الباسنقر) يقدر تعدادهم بألف مقاتل معهم أربعمئة بندقية فقط فألزمهم بمبايعته والخروج معه إلى خارج أراضي السودان الحالية ليكونوا جيشا قويا يستطيع التصدي للاستعمار،وافقت الدولة العثمانية على هذا الأمر وأبلغت خديوي مصر بإيقاف تمدد الزبير باشا فاستدعاه للقاهرة واحتجزه هناك، وفي ذلك الوقت كان تشارليز غردون الحاكم العام للسودان يصدر قرارا يطالب فيه سليمان بن الزبير باشا بتسليم الأراضي التي بحوزته وتسليم نفسه للسلطات وإلا اعتبر متمردا على الدولة، فرفض سليمان هذا الأمر واشتبك مع القوة التي قيل أنه سيسلم نفسه لها فأرسل غردون ضابطا إيطاليا يسمى جيسي وكلفه بالقبض على سليمان بن الزبير باشا مهما كان الأمر فحاول جيسي استخدام القوة لكنه فشل؛ فسليمان بن الزبير باشا وقائده رابح لم يرضوا أبدا بالتسليم وقاتلوا القوة التي أرسلت إليهم قتالا ضاريا فلجأ (الضابط الخواجة) جيسي إلى الحيلة فقام بفبركة خطاب على لسان الزبير باشا (في رواية) أو بإقناع الزبير باشا المحتجز في القاهرة أن يطلب من ولده سليمان تسليم نفسه للسلطات التي سوف تعفو عنه وعن جميع أصدقائه، وانخدع سليمان بهذا الخطاب فسلم نفسه فأعدمه جيسي بشكل بشع.
و في ذلك الوقت كان القائد رابح فضل الله قد جمع عددا من قوات جيش الزبير المسماة (الباسنقر) يقدر تعدادهم بألف مقاتل معهم أربعمئة بندقية فقط فألزمهم بمبايعته والخروج معه إلى خارج أراضي السودان الحالية ليكونوا جيشا قويا يستطيع التصدي للاستعمار الذي يمثله غردون ومن على شاكلته فاتجه رابح نحو مناطق دارفور فبايعه عدد من الأهالي هناك وسيطر بكل سهولة على أغلب مناطق جنوب دارفور ومن بعد ذلك بدأ في التوسع نحو  المناطق الغربية اتخذ مدينة (دكوة) عاصمة له وفي خلال ثلاث سنوات فقط استطاع رابح السيطرة على 40 إمارة كانت موجودة في نيجيريا والكاميرون واستطاع ضمها تحت سيطرته وكانت الضربة الكبرى هي سيطرته على منطقة برنو بعد تخلصه من سلطنة دارفور وهذا أمر لم تكن تطيقه القوى الإستعمارية (الفرنسية تحديدا) فجمعت عدد من السلاطين والأمراء (المخاليع) الذين أسقطهم رابح فضل الله بسيفه فوقعت معهم معاهدة حماية وأمان تمنح بموجبها القوات الفرنسية الشرعية للتدخل لإعادتهم إلى إماراتهم، وكانت سذاجة من رابح أن لا ينتبه للخطر الفرنسي القادم له من الشمال من جهة الجزائر (تحديدا) ولا يقوم بإصدار عفو ومحاولة لاستمالة هؤلاء السلاطين الموتورين الذين ذهبوا إلى الفرنسيين طلبا للحماية، وكان الفرنسيون حانقين على رابح الذي اشتبك مع بعثة فرنسية استكشافية لغرب افريقيا وقتل أميرها بول كرامبل واستولى منها على 400 بندقية حديثة (مما يؤكد أنها لم تكن بعثة استكشافية عادية).

## الاشتباكات مع الإستعمار الفرنسي (1899 - 1900)

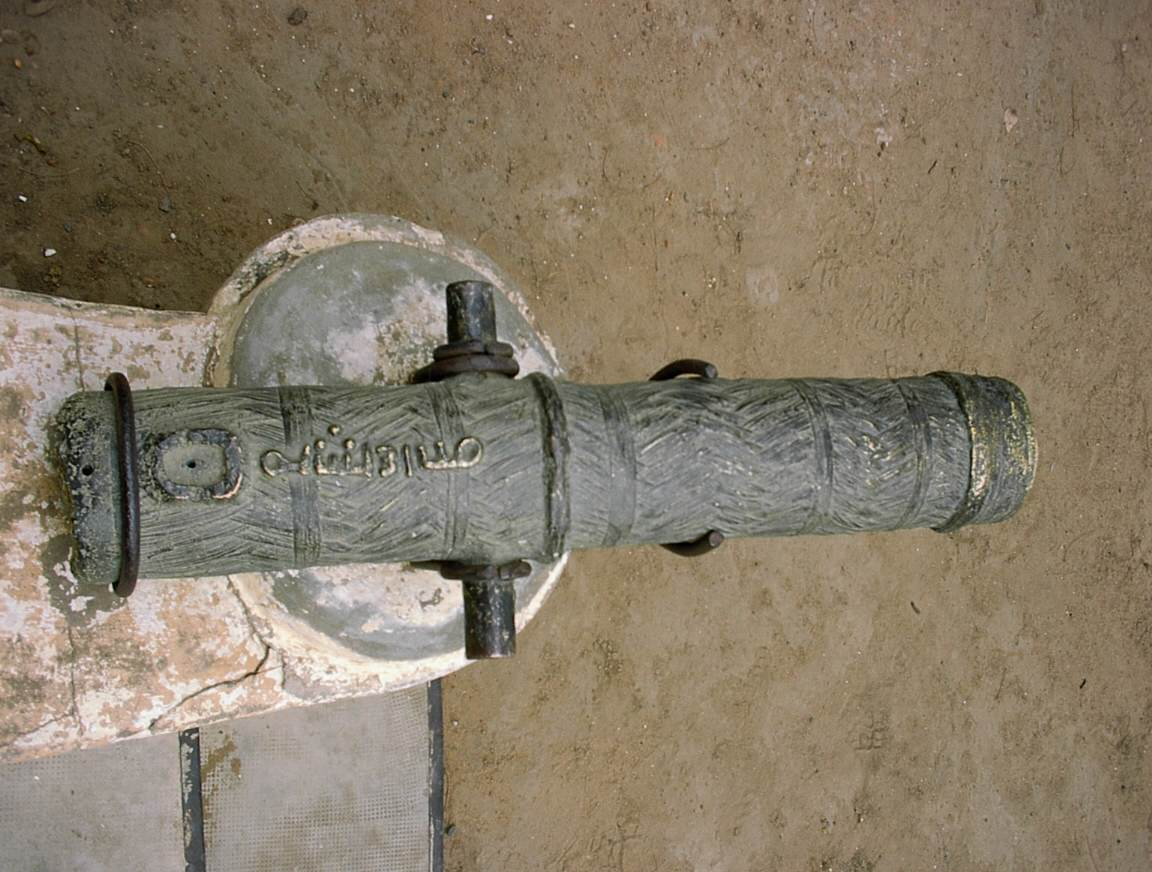
أحد مدافع ربيع التي استولى عليها الفرنسيون

ومنذ 1894م بدأ الزحف الفرنسي تجاه رابح بعد سيطرة الفرنسيين على الساحل الغربي الأفريقي وتفرغهم للصحراء واحتلالهم لمدينة (تمبكتو) درة الصحراء فزحفوا نحو رابح بحملة يقودها ضابط فرنسي اسمه بريتونيه ومعه السلطان  غارونغ سلطان منطقة (باقرمي) الذي كان يعاني من جشاعة رابح ومحاولته للسيطرة على مملكته رابح (في وقت سابق) إلا أن رابح فاجأهم أنه كان مستعدا  فقتل أمير الحملة الفرنسية (بريتونيه) وأسر السلطان غارونغ  وعدد كبير من أتباعه فانتبهت أن رابح ليس عدوا سهلا فأرسلت له حملة أخرى لكنها كانت أقوى هذه المرة واستطاعت هذه الحملة أن تطرد رابح من نيجيريا وتعيده نحو حدود دولة الكاميرون وكان رابح قد كبد قواتهم فيها خسائر كبيرة جدا وكانت معارك رابح مع الفرنسيين في غرب افريقيا سجال فدوّخ ضباطهم فولييه وشانون مما اضطرهم إلى الاستعانة بأحد أفضل ضباطهم، الجنرال لامي، والذي قاد جيوشهم في معركة لختة والتي انتهت بمقتل الجنرال الفرنسي لامي واستشهاد رابح فضل الله.

## مقتله
دار صراع عنيف بين رابح من جهة والفرنسيين من جهة أخرى وفي حوالي الساعة السابعة والنصف من صباح «21» أبريل 1900 هجم الفرنسيون بقيادة العميدين قورو، ولامي، بقوة عسكرية قدمت من الجزائر على معسكر رابح بعد ان علمت انه يشكل عماد القوة المعنوية لجيشه في الميدان.. واصيب رابح بكسر في رجله فالتف حوله الرجال لحمايته، وانتهز الفرنسيون الفرصة وانهالوا عليهم بالرصاص، فقتل رابح، وسقط بجانبه عدد كبير من قواده وفي هذه المعركة الفاصلة سقط قائد القوات الفرنسية فورت لامي، ورابح معا.. انهزم جيش رابح بعد صراع مرير، وقد حاول ابنه من بعده فضل الله بن رابح ان يحمل اللواء بعد ابيه، ولكن اسلحة الغرب كانت اقوى منه فخر في الميدان في 2 مايو 1915م.
وبعد مقتل رابح، قام رسل الحضارة الفرنسيين بقطع رأسه والطواف به في المدن النيجيرية ثم أخذوا رأسه إلى متحف في فرنسا ليدرسوا جمجمة ، الذي دوّخ الفرنسيين. لم تسقط راية المقاومة بعد مقتل رابح فتسلمها من بعده ابنه فضل الله وحفيده عبد الله واستمر جهادهم 40 عاما بعد وفاة رابح في 1900م.